# Szumawa
Szumawa (czes. Šumava, niem. Böhmerwald, w Bawarii też Hinterer Bayerischer Wald) – pasmo górskie położone na pograniczu Czech, Niemiec i Austrii. Najwyższym szczytem jest położony po stronie niemieckiej Großer Arber (czes. Velký Javor, 1457 m n.p.m.), najwyższym szczytem po stronie czeskiej i austriackiej jest graniczny wierzchołek Plechý/Plöckenstein (1378 m n.p.m.). Po niemieckiej i austriackiej stronie pasmo nosi nazwę Böhmerwald co oznacza dosłownie „Las Czechów”. Dodatkowo, w Bawarii używa się też określenia Tylny Las Bawarski (Hinterer Bayerischer Wald). 

## Nazwa
Jako że pasmo jest naturalną granicą między ludnością słowiańską i germańską oraz między różnymi krainami historycznymi, jest i było inaczej określane w zależności od kontekstu. W średniowieczu Szumawa była łączona w jedną całość z Lasem Czeskim i tak też nazywana, stąd dzisiejsze Böhmerwald (nie mylić z Böhmische Wald określające traktowany dziś oddzielnie Las Czeski) używane w literaturze niemieckojęzycznej, w szczególności austriackiej. Słowiańskie określenie Szumawa, pochodzące od jednego ze słowiańskich synonimów lasu – szumy – pojawiło się po raz pierwszy w książce Rerum Hungaricum decades Antonia Bonfiniego z 1565. Zakres jego użycia wcześniej jest niepewny. Określenie Tylny Las Bawarski (niem. Hinterer Bayerischer Wald) pojawiło się w XIX wieku, gdy utrwaliły się współczesne granice Bawarii. Wcześniej Lasem Bawarskim nazywano przede wszystkim równoległe pasmo górskie położone wzdłuż Dunaju, dziś zwane Przednim Lasem Bawarskim. Równocześnie, w średniowieczu funkcjonowało określenie Lasu Północnego (Nordwald). 
Obecnie jako Szumawa w geografii czeskiej, a za nią polskiej, określa się oprócz pasma górskiego (będącego mezoregionem) także makroregion obejmujący przyległe pogórza i pasma górskie (cz. Šumavská hornatina) oraz całą krainę geograficzną (cz. Šumavská subprovincie).

## Geografia
Pasmo górskie jest długie na 120 km i szerokie do 50 km, oddzielając Czechy od Bawarii i Górnej Austrii. Rozciąga się od Przełęczy Všerubskiej (cz. Všerubský průsmyk, niem. Neumarker Pass, 510 m n.p.m.) oddzielającej je od Lasu Czeskiego do Przełęczy Kerschbaumer (niem. Kerschbaumer Sattel, 714 m n.p.m.) oddzielającej je od Gór Novohradskich (czes. Novohradské hory, niem. Gratzener Bergland lub Freiwald). Pasmo stanowi najwyższą część Krainy Szumawskej (czes. Šumavská subprovincie, niem. Böhmerwald-Subprovinz), będącej południowo-zachodnim obrzeżem Masywu Czeskiego. 
Najwyższym szczytem jest Großer Arber (cz. Velky Javor) osiągający 1456 m n.p.m., dzięki czemu całe pasmo górskie jest trzecim najwyższym w całym Masywie Czeskim po Karkonoszach (Śnieżka, 1603 m n.p.m.) i Jesionikach (Pradziad, 1491 m n.p.m.), jest też najwyższym pozaalpejskim pasmem górskim w Bawarii i Austrii.. Innymi znaczącymi szczytami są: Großer Rachel (1453 m n.p.m.), Plechý/Plöckenstein (1378 m n.p.m.), Lusen (1373 m n.p.m.), Boubín (1362 m n.p.m.), Jezerní hora (1344 m n.p.m.). 
W Szumawie znajdują się źródła przepływającej przez Pragę Wełtawy oraz uchodzącej w Ratyzbonie do Dunaju Regen. Na terenie Szumawy znajduje się ponadto dziewięć naturalnych jezior polodowcowych, trzy po stronie bawarskiej (Großer Arbersee, Kleiner Arbersee, Rachelsee) i sześć po stronie czeskiej (Černé jezero, Čertovo jezero, Laka, Prášilské jezero, Plešné jezero, Tiché jezero), a także kilka sztucznych zbiorników wodnych. 
Sporą część Szumawy chronią Park Narodowy Szumawa po stronie czeskiej, a po bawarskiej Park Narodowy Lasu Bawarskiego. Łącznie mają one 923 km², stanowiąc jeden z największych obszarów chronionych tego typu w Europie. 

### Szumawa Czeska

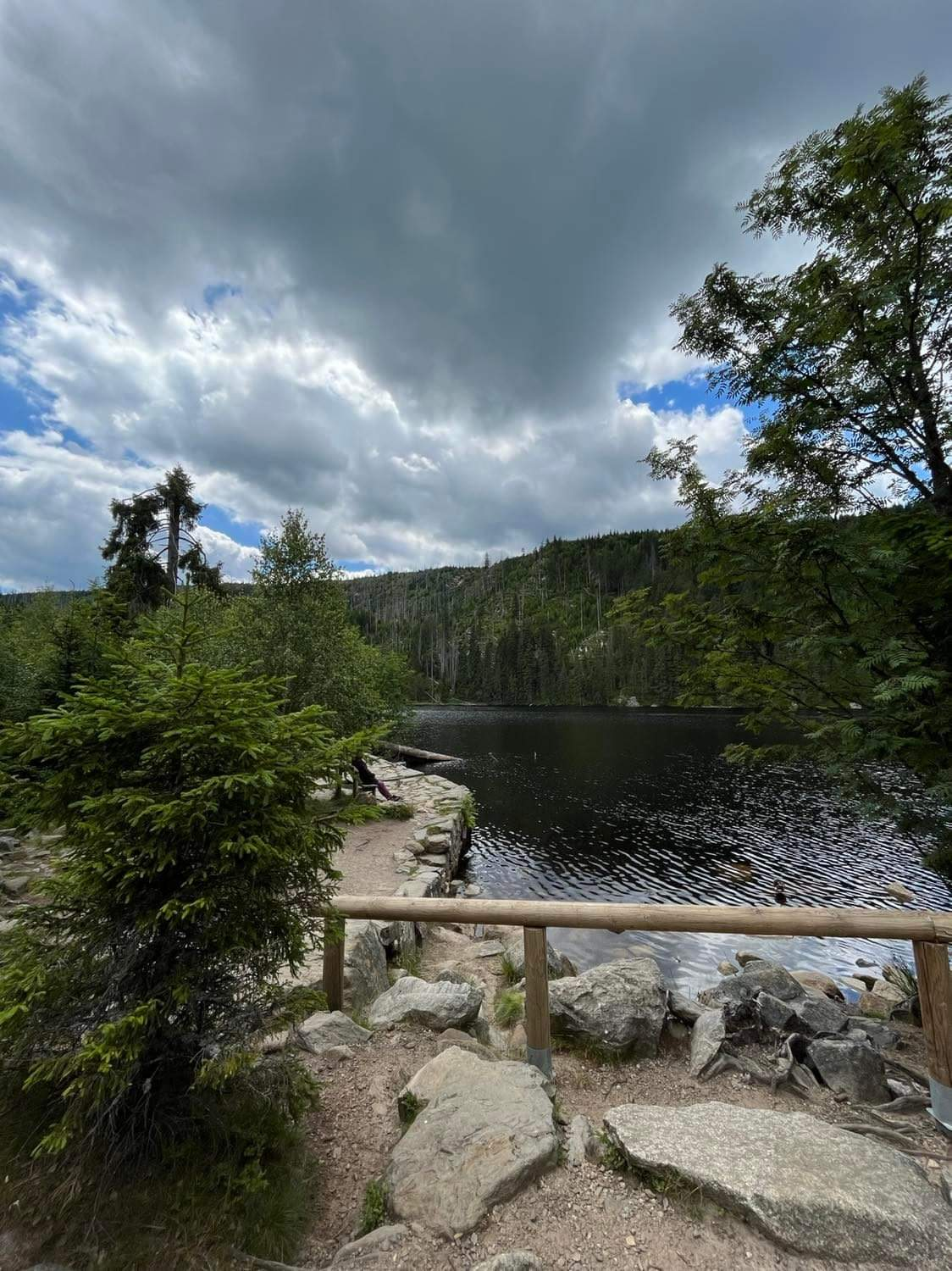
Szumawska sceneria

Po stronie czeskiej Szumawę zajmuje 1671 km². Niemal całość jest chroniona w ramach parku narodowego i otaczającego go obszaru chronionego krajobrazu. Geografowie czescy dzielą ją na następujące jednostki:
- Wyżyna Szumawska (czes. Šumavské pláně)
- Pogórze Żelaznorudzkie (czes. Železnorudská hornatina)
- Pogórze Trojmezeńskie (czes. Trojmezenská hornatina)
- Pogórze Boubińskie (czes. Boubínská hornatina)
- Pogórze Żelnawskie (czes. Želnavská hornatina)
- Rów Wełtawy (czes. Vltavická brázda)

### Szumawa Bawarska
W Bawarii Szumawa (znana jako Böhmerwald lub Tylny Las Bawarski) zajmuje 1029 km², a na jej terenie znajdują się jedyne szczyty przekraczające 1400 m n.p.m. Najcenniejszą część chroni Park Narodowy Lasu Bawarskiego powołany w 1970 r. Po stronie bawarskiej znajdują się trzy jeziorka polodowcowe: Großer Arbersee, Kleiner Arbersee oraz Rachelsee. Ponadto powstało kilka niewielkich sztucznych jezior, z których zdecydowanie największy jest zbiornik Frauenau. Jest to stosunkowo popularny kierunek turystyki krajoznawczej i aktywnej, oferując setki kilometrów szlaków pieszych, rowerowych i narciarskich. Zimą Tylny Las Bawarski jest ważnym ośrodkiem narciarstwa biegowego.

### Szumawa Austriacka
W Austrii znajduje się jedynie 112,4 km² pasma górskiego Szumawy, na północnym skraju górnoaustriackiego regionu Mühlviertel. Najwyższym szczytem jest osiągający 1378 m n.p.m. Plöckenstein (cz. Plechý) znajdujący się blisko trójstyku granic. Innymi znaczącymi szczytami są Hochficht (1333 m n.p.m., cz Smrčina) oraz Sternstein (1122 m n.p.m.) znajdujący się w pobliżu niedużego uzdrowiska Bad Leonfelden położonego na południowo-wschodnim skraju pasma. W miejscowości Klaffer am Hochficht znajduje się jeden z głównych ośrodków narciarskich regionu.

## Historia

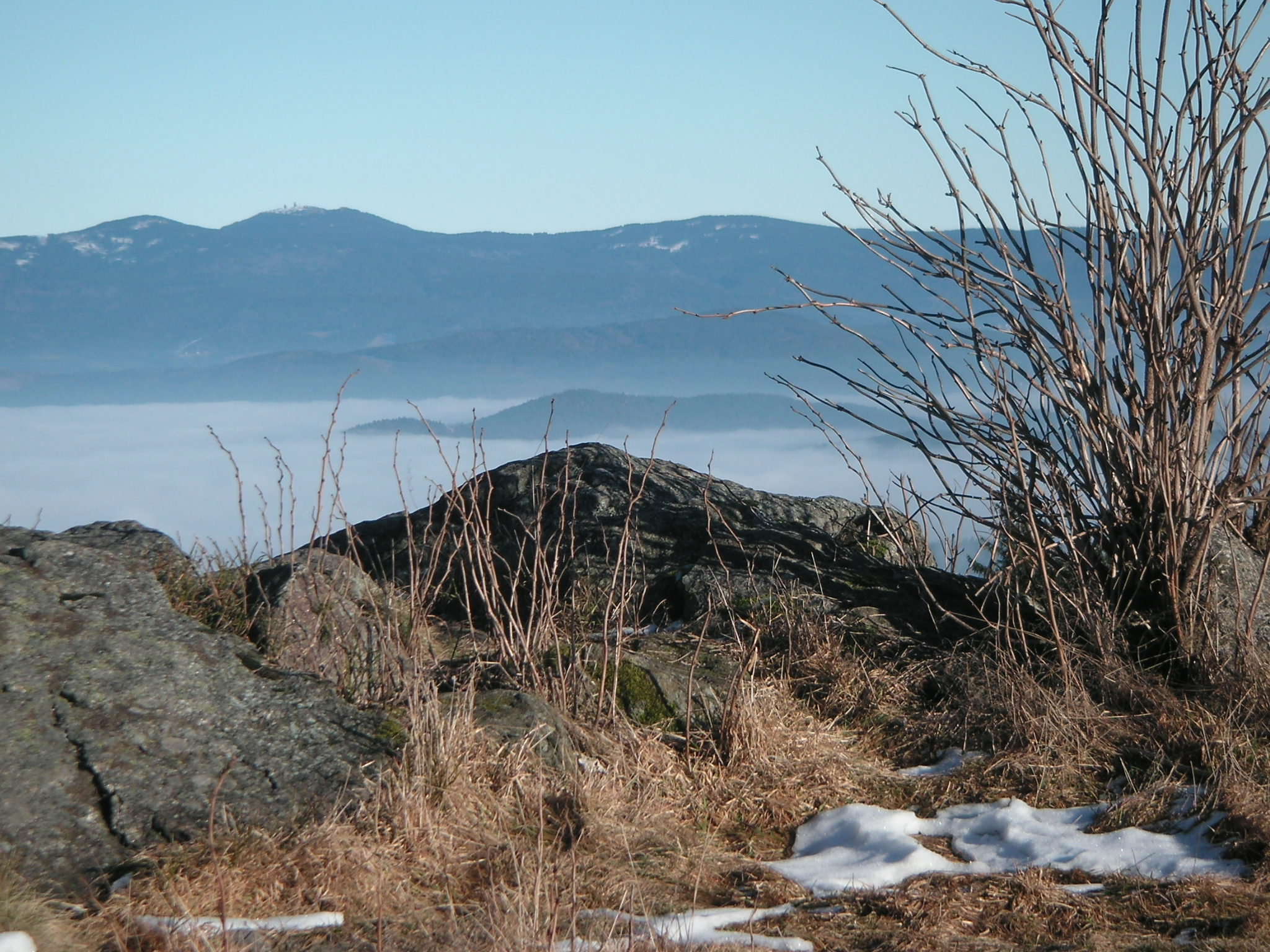
Widok na Großer Arber, najwyższy szczyt Szumawy

Do XVII wieku region stanowił silnie zalesione i słabo zaludnione pogranicze między ludnością słowiańskojęzyczną a niemieckojęzyczną. Po I wojnie światowej wschodnia część pasma przypadła Czechosłowacji. Po II wojnie światowej teren gór i ich okolic został wyludniony po przesiedleniu ludności niemieckiej, następnie, z powodu bliskości granicy (żelazna kurtyna) był niedostępny dla turystów i zwykłych obywateli. Dopiero po 1989 roku udostępniono go dla turystyki.